# فرودگاه باتپالاتانگ
فرودگاه باتپالاتانگ (به انگلیسی: Bathpalathang Airport) یک فرودگاه همگانی است . این فرودگاه در کشور بوتان قرار دارد و در ارتفاع ۲۷۰۰ متری از سطح دریا واقع شده‌است.

## شرکت‌های هواپیمایی و مقصدهای پروازی
| شرکت‌های هواپیمایی | مقصدهای پروازی                      |
| ----------------- | ----------------------------------- |
| بوتان ایرلاینز    | پارو (suspended)                    |
| دروک ایر          | Gelephu، پارو، یونگ‌فولا (suspended) |